# Орден Хо Ши Мина
Орден Хо Ши Мина (вьет. Huân chương Hồ Chí Minh) — второй по значимости орден Социалистической Республики Вьетнам. Носит имя Хо Ши Мина, первого президента Вьетнама.

## Описание
«Орден Хо Ши Мина является высшей наградой Социалистической Республики Вьетнам за особо выдающиеся заслуги в революционном движении, трудовой деятельности, защите социалистического отечества, развитие дружбы и сотрудничества между народами, укреплении мира и иные особо выдающиеся заслуги перед Советским государством и обществом»
Орденом Хо Ши Мина награждаются лица, проявившие выдающиеся заслуги, многочисленные выдающиеся достижения в политических, экономических, общественных, технологических, дипломатических, научных областях, в обороне, безопасности, литературе и искусстве.
Награждаются граждане, состав Вооружённых сил Вьетнама, города, регионы, коллективы, военные подразделения и судна.
Орден был учреждён 6 июня 1947 года и имел 3 степени. С 28 августа 1981 года — в одной степени.

## Известные награждённые
Среди награждённых:
- Во Нгуен Зяп, командующий Вьетнамской Народной Армией (дважды);
- Фам Туан, первый вьетнамский космонавт;
- Буй Тхань Льем, лётчик-испытатель, космонавт-дублёр (1980)[источник не указан 3729 дней];
- Л. И. Брежнев, генеральный секретарь ЦК КПСС (1982)[1];
- В. В. Путин, президент РФ (2001)[2].